# Ход (Северная Осетия)
Хо́д (ирон. Ход; дигор. Хуад) — село в Алагирском районе Республики Северная Осетия-Алания. Входит в состав Мизурского сельского поселения. 

## Географическое положение
Село расположено у подножья южного склона Скалистого хребта, на левом берегу реки Ходдон. Находится в 11 км к северо-западу от центра сельского поселения Мизур, в 38 км к югщ-западу от районного центра Алагир и в 75 км к юго-западу от Владикавказа. 

## Этомология
Этимология топонима Ход до конца не определена. А.Д.Цагаева в своей книге «Топонимия Северной Осетии» возводит название села к родовому имени – Ходовы. Селение с таким же названием также имеется на юге Южной Осетии. 

## История
До середины XX века Ход являлся одним из крупнейших селений горной Осетии и делился на два крупных квартала — Верхний Ход (Уæллаг Ход) и Нижний Ход (Дæллаг), фактически являвшиеся отдельными поселениями.
В середине XIX века Ход описывался как богатое село, состоящее из 43 дворов с населением в 526 человек. В селе исконно проживали представители фамилий Едзиевых, Едзаевых, Саухаловых, Гатеевых, Кайтуковых, Дзугкоевых, Созаевых и Гергиевых. Село было формально поделено на фамильные кварталы, однако, из-за компактности застройки Хода ярко выраженного деления эти кварталы не имели.
В конце XIX века многие жители Хода стали работать на рудниках Садонского месторождения. Открывались рудники и на землях села Хода. Так 23 декабря 1897 года Иван Цагараев и Михаил Басиев на землях села Ход открыли месторождение каменного угля. А 7 декабря 1898 года лейтенант запаса флота Николай Владимирович Филькович на землях села открыл 2 месторождения серебро-свинцовых и цинковых руд. Высочайше утверждённым 9 июля 1906 года положением Совета Министров было постановлено: разрешить отвод на земле селения Ход трёх площадей лейтенанту запаса флота Николаю Владимировичу Фильковичу под разведку и разработку ископаемых руд.
В 1901 году население Хода по официальной статистике составляло уже 653 человека, проживающих в 91 дворе. К этому времени в Ходе были уже открыты мужская и женская школы. Освящена Свято-Георгиевская церковь.
Отсёлок Нижний Ход возник в начале XX века, и представлял собой рабочий посёлок шахтеров, состоящий из домов барачного типа, в которых проживали рабочие Садонских рудников — выходцы из Верхнего Хода. В настоящее время посёлок Нижний Ход полностью заброшен.
К 1910 в селе проживало уже 832 человека, а число дворов увеличилось до 143. Однако революционные события и последующая гражданская война сильно сказались на жизни села. В 1921 году в селе была организована сельскохозяйственный артель «Трудовой горец». Членами артели были граждане селений Ход, Джими и Унал. В 1925 году отмечалось, что в ликпункте селения Ход обучалось 42 юноши в возрасте от 17 до 28 лет.
К 1926 году в селе было 103 двора с общей численностью населения в 554 человека. В конце XX века начался резкий отток населения из села. После развала Советского Союза село лишился последней инфраструктуры и немногочисленные его жители стали переезжать в другие населенные пункты. В настоящее время в Ходе постоянно проживает 5 человек.

## Население
| 2002 | 2010 | 2021 |
| ---- | ---- | ---- |
| 12   | ↘5   | ↘3   |

## Достопримечательности
В селе расположены несколько памятников культуры:
- Сторожевая башня Дзугкоевых
- Полуназемный склеп Дзугкоевых
- Сторожевая башня Кайтуковых
- Полуназемный склеп Кайтуковых
- Башенный склеп Саухаловых

## Известные уроженцы
- Едзиев Сосланбек Микаилович — скульптор, архитектор, исполнитель осетинских народных песен.
- Кайтуков Георгий Харитонович — советский осетинский и российский поэт и переводчик.
- Кайтуков Азамат Бесланович — ветеран войны, автор серии книг осетинских легенд.